# Феопемптов, Феопемпт Феопемптович
Феопе́мпт Феопе́мптович Феопе́мптов (1868—1917) — русский военный деятель, полковник (1916). Герой Первой мировой войны.

## Биография
В 1885 году после получения образования в Солигаличском уездном училище, поступил в Чугуевское военное училище по окончании которого в 1895 году был произведён в подпоручики и выпущен в Владикавказский 152-й пехотный полк. В 1899 году произведён в поручики, в 1903 году в штабс-капитаны. 
С 1904 года участник Русско-японской войны в составе своего полка. В 1905 году Высочайшим приказом за боевые отличия был удостоен Орденом Святой Анны 3-й степени с мечами и бантом. В 1907 году произведён в капитаны.
С 1914 года участник Первой мировой войны в составе Тамбовском 122-м пехотном полку, в должности ротного и батальонного командира сего полка. В 1915 году за отличия в делах против неприятеля был произведён в подполковники. В 1916 году за отличие в делах против неприятеля был произведён в чин полковника. С 8 мая 1917 года был назначен командиром Уральского 112-го пехотного полка.

Высочайшим приказом от 9 сентября 1915 года  за храбрость был награждён орденом Святого Георгия 4-й степени: 
За то, что в бою 4 октября 1914 года в районе крепости Перемышль, командуя батальоном, овладел имевшей важное значение и сильно укреплённой, безымянной высотой у д. Мизинец. В течение трёх дней удерживал занятую позицию за собой, отразив ряд контр-атак австрийцев, чем способствовал выполнение полком своей задачи
  

Высочайшим приказом от 20 ноября 1915 года за храбрость награждён Георгиевским оружием: 
За то, что 18 декабря 1914 года, командуя батальоном, лично повёл его в атаку на высоту 434, у д. Виотровка. Штыковым ударом выбил австрийцев из трёх рядов окопов, усиленных засеками и проволочными сетями, взяв в плен одного офицера и 132 нижних чина, а затем, преследуя отступающего противника, занял западные склоны той же высоты, чем содействовал успеху полка при занятии неприятельских позиций

## Награды
- Орден Святой Анны 3-й степени с мечами и бантом (ВП 1905)
- Орден Святого Станислава 2-й степени с мечами (1912; ВП 22.11.1916)
- Орден Святой Анны 2-й степени с мечами (ВП 5.02.1915[5])
- Орден Святой Анны 4-й степени «За храбрость» (ВП 1.03.1915)
- Орден Святого Георгия 4-й степени (ВП 09.09.1915)
- Георгиевское оружие (ВП 20.11.1915)
- Орден Святого Владимира 4-й степени с мечами и бантом (ВП 8.11.1916)